# Élections générales britanniques de 1918
 (février 2019).
Si vous disposez d'ouvrages ou d'articles de référence ou si vous connaissez des sites web de qualité traitant du thème abordé ici, merci de compléter l'article en donnant les références utiles à sa vérifiabilité et en les liant à la section « Notes et références ».
Les élections générales britanniques de 1918 se sont déroulées le 14 décembre, un peu plus d'un mois après la fin de la Première Guerre mondiale. Elles suivent le Representation of the People Act 1918, qui a entraîné l’extension du corps électoral à la plupart des hommes adultes, ainsi qu'à certaines femmes, une première.
Ces élections sont surnommées « l’élection coupon » en référence au coupon envoyé par le gouvernement de coalition de David Lloyd George aux candidats qu'il soutient. Elles sont remportées haut la main par les candidats de la coalition, qui regroupent des membres du Parti conservateur d'Andrew Bonar Law, du Parti libéral de Lloyd George, ainsi que quelques députés travaillistes. Par conséquent, Lloyd George conserve son poste de Premier ministre après les élections.
En Irlande, le Sinn Féin d'Éamon de Valera remporte 73 des 105 sièges à pourvoir, principalement au détriment du Parti parlementaire irlandais, qui ne remporte que sept sièges. Les 73 députés du Sinn Féin refusent de siéger à la Chambre des communes et fondent le Dáil Éireann, parlement de la nouvelle République irlandaise. Parmi eux se trouve Constance Markievicz, première femme élue à la Chambre des communes, mais qui n’y a donc jamais siégé.

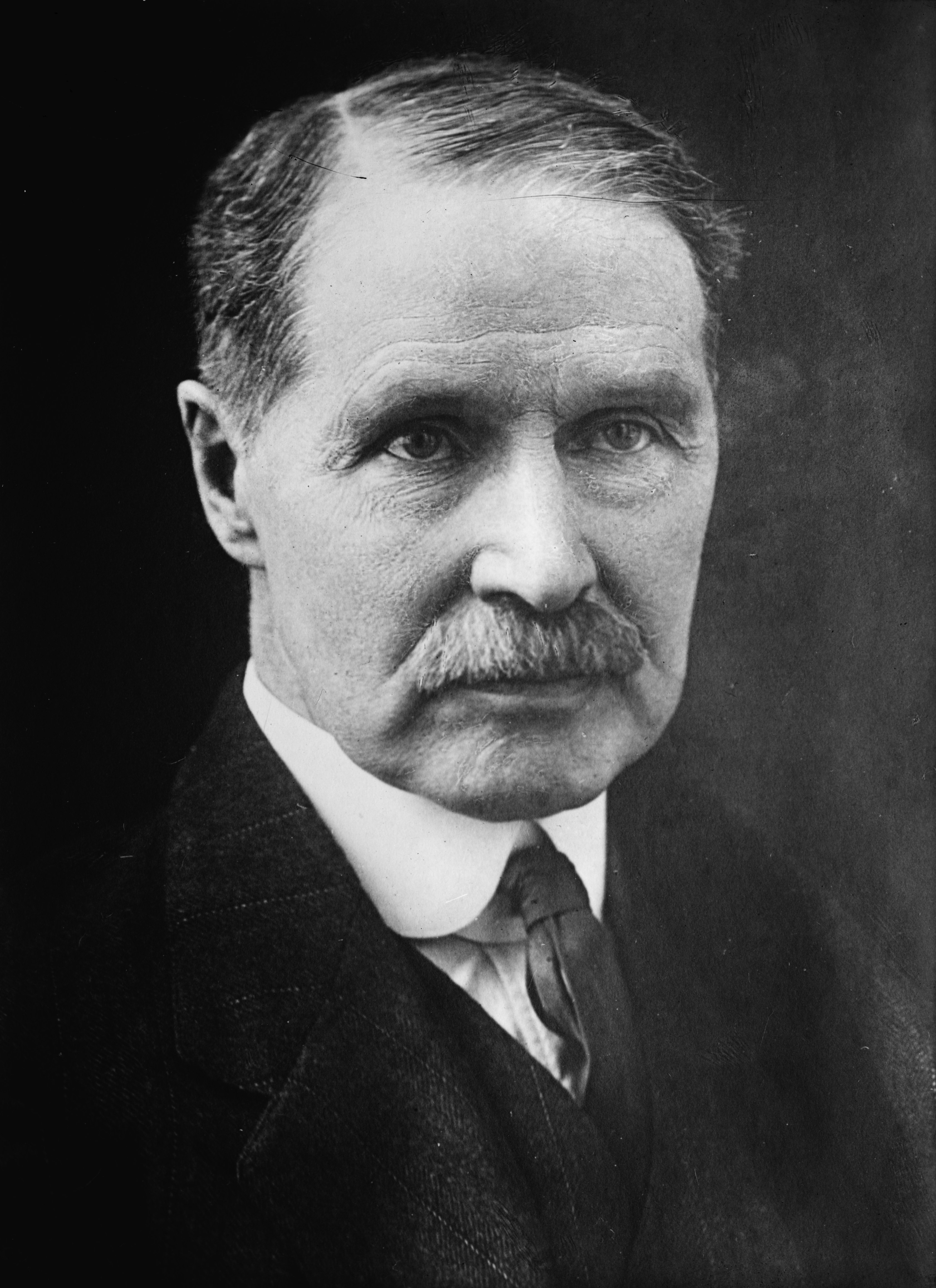
Andrew Bonar Law (Parti conservateur, coalition).
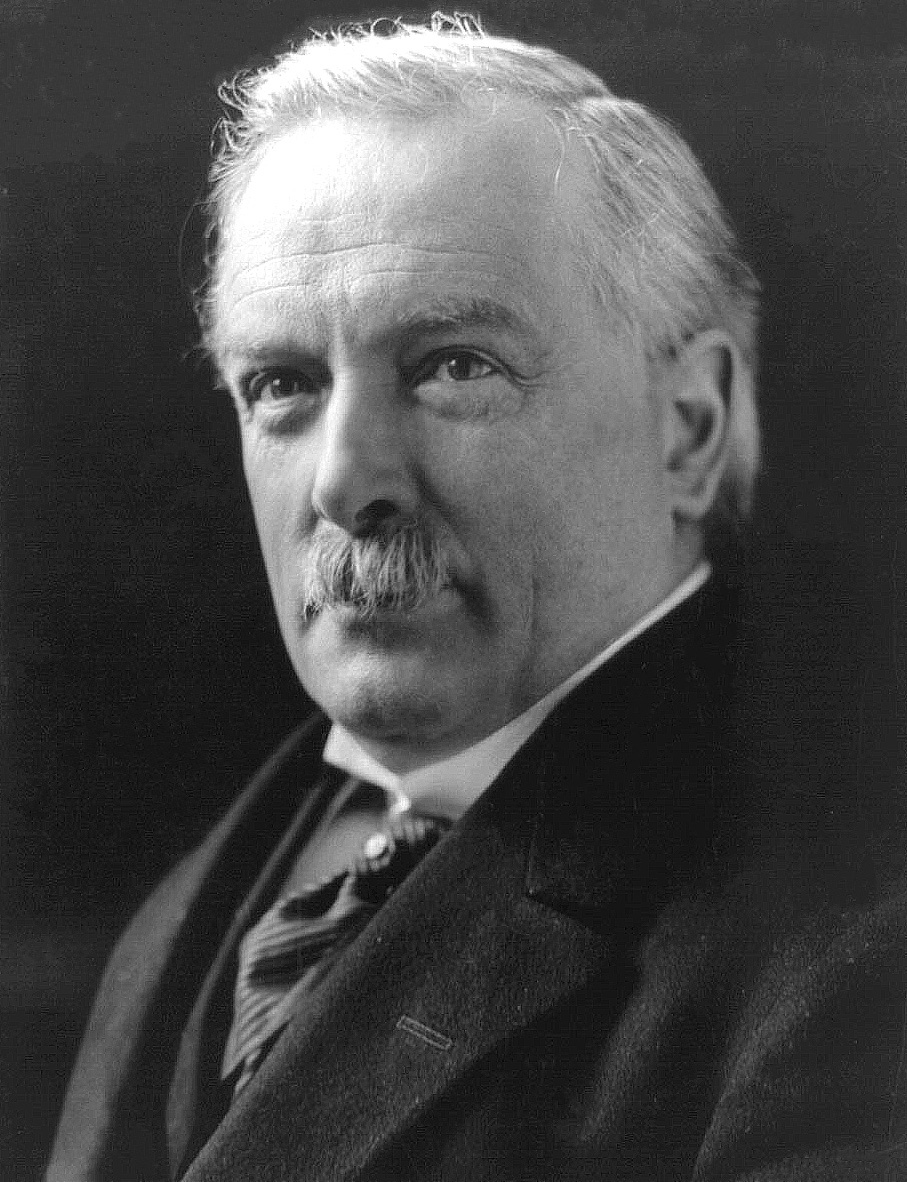
David Lloyd George (Parti libéral, coalition).
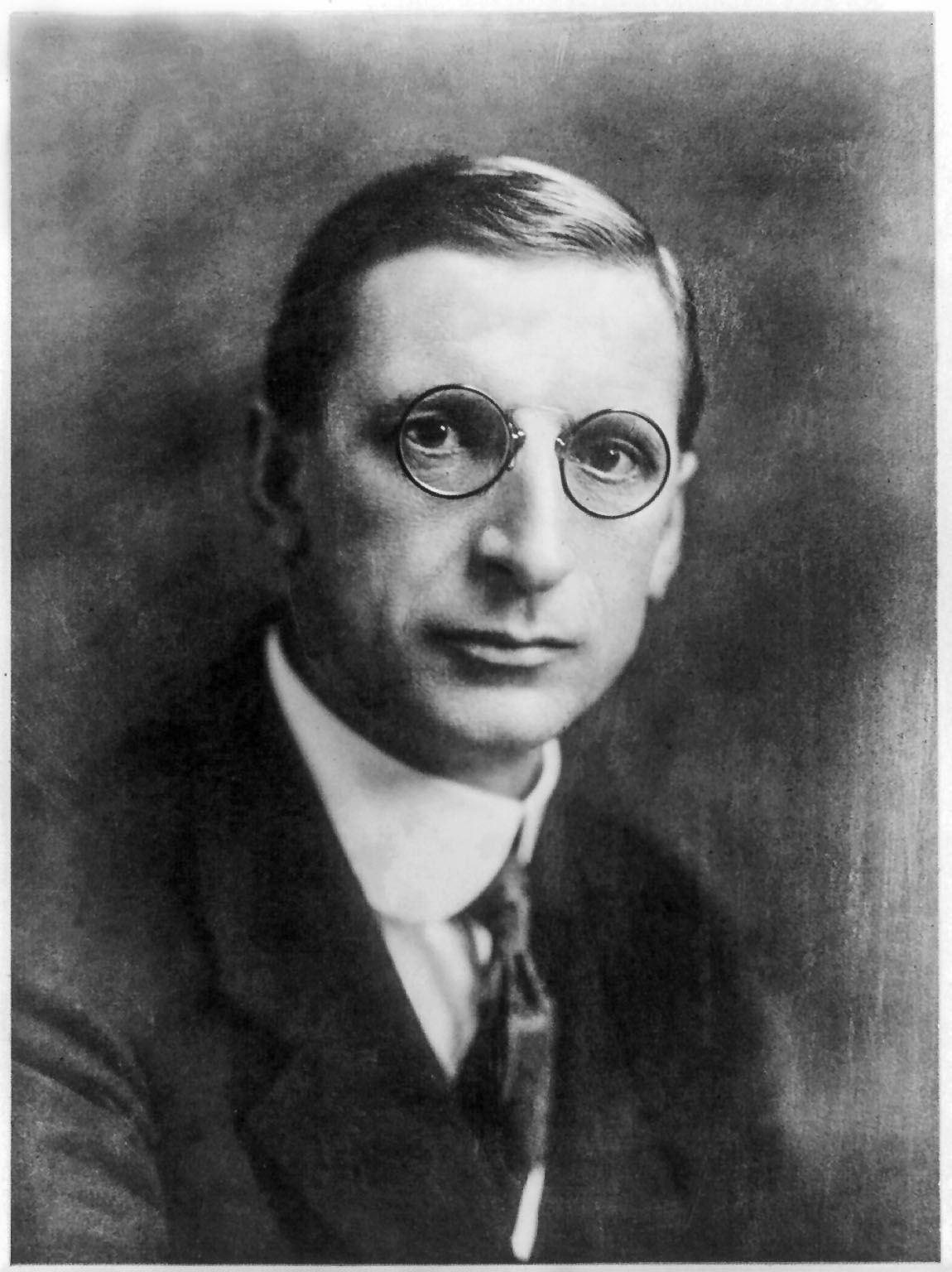
Éamon de Valera (Sinn Féin).
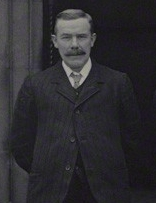
William Adamson (Parti travailliste).

## Résultats
| Parti                     | Parti                                     | Parti                                     | Candidats | Candidats | Candidats | Candidats | Votes      | Votes | Votes |
| Parti                     | Parti                                     | Parti                                     | Présentés | Élus      | +/-       | %         | Nombre     | %     | +/-   |
| ------------------------- | ----------------------------------------- | ----------------------------------------- | --------- | --------- | --------- | --------- | ---------- | ----- | ----- |
|                           |                                           | Parti conservateur                        | 445       | 379       | +108      | 53,6      | 4 003 848  | 38,4  |       |
|                           | Nationaux libéraux                        | 145                                       | 127       | +127      | 18,0      | 1 318 844 | 12,6       | N/A   |       |
|                           | Démocrates nationaux de la Coalition (en) | 18                                        | 9         | +9        | 1,3       | 156 834   | 1,5        | N/A   |       |
|                           | Travaillistes de la Coalition             | 5                                         | 4         | +4        | 0,1       | 40 641    | 0,4        | N/A   |       |
|                           | Indépendant de la Coalition               | 1                                         | 1         | +1        | 0,1       | 9 274     | 0,1        | N/A   |       |
| Coalition gouvernementale | Coalition gouvernementale                 | 614                                       | 520       | +249      | 73,6      | 5 529 441 | 53,0       |       |       |
|                           | Parti travailliste                        | Parti travailliste                        | 361       | 57        | +15       | 8,1       | 2 171 230  | 20,8  |       |
|                           | Parti libéral                             | Parti libéral                             | 276       | 36        | -236      | 5,1       | 1 355 398  | 13,0  |       |
|                           | Sinn Féin                                 | Sinn Féin                                 | 73        | 73        | +73       | 10,3      | 476 458    | 4,6   | N/A   |
|                           | Parti parlementaire irlandais             | Parti parlementaire irlandais             | 57        | 7         | -67       | 1,0       | 226 498    | 2,2   |       |
|                           | Travaillistes indépendants                | Travaillistes indépendants                | 29        | 2         | +2        | 0,3       | 116 322    | 1,1   |       |
|                           | Indépendants                              | Indépendants                              | 42        | 2         | +2        | 0,3       | 105 261    | 1,0   |       |
|                           | Parti national (en)                       | Parti national (en)                       | 26        | 2         | +2        | 0,3       | 94 389     | 0,9   | N/A   |
|                           | Indépendants du NFDSS et du NADSS (en)    | Indépendants du NFDSS et du NADSS (en)    | 26        | 1         | /         | 0,1       | 66 451     | 0,6   | N/A   |
|                           | Parti coopératif                          | Parti coopératif                          | 10        | 1         | +1        | 0,1       | 57 785     | 0,6   | N/A   |
|                           | Conservateurs indépendants                | Conservateurs indépendants                | 17        | 1         | 0         | 0,1       | 44 637     | 0,4   |       |
|                           | Travaillistes unionistes (en)             | Travaillistes unionistes (en)             | 3         | 3         | +3        | 0,4       | 30 304     | 0,3   | N/A   |
|                           | Agriculturalistes                         | Agriculturalistes                         | 7         | 0         | 0         | /         | 19 412     | 0,2   | N/A   |
|                           | Parti démocratique national (en)          | Parti démocratique national (en)          | 8         | 0         | 0         | /         | 17 991     | 0,2   | N/A   |
|                           | NFDSS (en)                                | NFDSS (en)                                | 5         | 0         | 0         | /         | 12 329     | 0,1   | N/A   |
|                           | Parti travailliste de Belfast (en)        | Parti travailliste de Belfast (en)        | 4         | 0         | 0         | /         | 12 164     | 0,1   | N/A   |
|                           | Parti national-socialiste (en)            | Parti national-socialiste (en)            | 3         | 1         | +1        | 0,1       | 11 013     | 0,1   | N/A   |
|                           | Highland Land League (1909) (en)          | Highland Land League (1909) (en)          | 4         | 0         | 0         | /         | 8 710      | 0,1   | N/A   |
|                           | Parti des femmes (en)                     | Parti des femmes (en)                     | 1         | 0         | 0         | /         | 8 614      | 0,1   | N/A   |
|                           | Parti socialiste britannique (en)         | Parti socialiste britannique (en)         | 3         | 0         | 0         | /         | 8 394      | 0,1   |       |
|                           | Démocrates indépendants                   | Démocrates indépendants                   | 4         | 0         | 0         | /         | 8 351      | 0,1   | N/A   |
|                           | Nationalistes indépendants                | Nationalistes indépendants                | 6         | 0         | 0         | /         | 8 183      | 0,1   |       |
|                           | Parti travailliste-socialiste (en)        | Parti travailliste-socialiste (en)        | 3         | 0         | 0         | /         | 7 567      | 0,1   | N/A   |
|                           | Scottish Prohibition Party (en)           | Scottish Prohibition Party (en)           | 1         | 0         | /         | /         | 5 212      | 0,0   |       |
|                           | Progressistes indépendants                | Progressistes indépendants                | 3         | 0         | /         | /         | 5 077      | 0,0   |       |
|                           | Travailliste-agriculturaliste indépendant | Travailliste-agriculturaliste indépendant | 1         | 0         | /         | /         | 1 927      | 0,0   |       |
|                           | Socialiste-chrétien                       | Socialiste-chrétien                       | 1         | 0         | /         | /         | 577        | 0,0   |       |
| Total                     | Total                                     | Total                                     | 1 623     | 707       | /         | 100       | 10 434 700 | 100   | /     |